# William Erskine (1770-1813)
William Erskine, né le 30 mars 1770 et mort le 14 mai 1813 à Lisbonne, est un officier et homme politique britannique. 2e baronnet Erskine, il député à la chambre des communes puis exerce des commandements sous les ordres de Wellington pendant la guerre d'Espagne et atteint le grade de major-général. Il termine sa carrière en sombrant dans la folie et se suicide.

## Famille
Il est le fils aîné du lieutenant-général William Erskine (en) et de sa seconde femme. Il hérite du titre de baronet à la mort de son père en 1795.

## Carrière
Erskine sert en 1785 dans le Royal Welch Fusiliers puis passe en 1787 comme lieutenant au 5e régiment de dragons et le 23 février 1791 devient capitaine au 15th King's Light Dragoons. Il reçoit son baptême du feu en Flandres où il sert entre 1793 et 1795 comme aide-de-camp de son père et accède en 1794 au grade de lieutenant-colonel. Au cours de cette campagne, il participe à la bataille de Villers-en-Cauchies. À la mort de son père en 1795, Erskine hérite de son titre de baronet et représente la circonscription de Fife (en) au Parlement en 1796 puis entre 1802 et 1805.
En 1808, Erskine est promu major-général.

### Guerre d'Espagne
À l'hiver 1810-1811, Erskine est désigné pour remplacer Robert Craufurd à la tête de sa division légère. Lorsque la nouvelle de la nomination d'Erskine dans son armée parvient à Wellington, il se plaint qu'on lui envoie un officier réputé fou. L'adjudant-général des forces armées lui répond alors : « Il n'y a pas de doute qu'il est parfois un peu fou, mais dans ses intervalles de lucidités, c'est un homme particulièrement malin ; et j'ai confiance dans le fait qu'il n'aura pas de crise pendant la campagne, malgré le fait qu'il avait l'air un peu excité lors de son embarquement ». Mais Erskine ne donne pas satisfaction et Wellington écrit : « Il est impossible de se fier à son jugement dans une situation critique »,.
Lors de la retraite de l'armée du Portugal de Masséna de Lisbonne à Ciudad Rodrigo, la division d'Erskine est à l'avant-garde britannique et affronte dans de nombreux engagements mineurs le 6e corps du maréchal Ney. À la bataille de Sabugal, Erskine est chargé avec un renfort de cavalerie de tourner la division Merle par la gauche tandis que quatre divisions l'attaquent de front. Les ordres d'Erskine sont si confus et insensés que la cavalerie se perd dans le brouillard et Merle parvient à éviter l'anéantissement.
À la bataille de Fuentes de Onoro, les divisions d'Erskine et de Cambell (en) tiennent la gauche du dispositif britannique et couvrent le siège d'Almeida. Après la bataille, Masséna retourne à Ciudad Rodrigo et Wellington pense que la garnison d'Almeida, privée de la perspective d'être secourue, va être obligée de capituler. Mais la garnison, commandée par le général Brenier, parvient à évacuer la place puis à rejoindre les lignes françaises en passant à travers le dispositif anglais, tout cela de nuit et non sans avoir fait sauter la citadelle après leur départ. Furieux de cet échec qui efface les conséquences de son succès à Fuentes de Onoro, Wellington envisage de traduire les généraux Erskine et Campbell en cour martiale. Mais Erskine se décharge sur un de ses subordonnés, le colonel Bevan, qui finit par se suicider.
Conscient qu'en raison des appuis politiques d'Erskine, il lui était impossible de le renvoyer en Angleterre, Wellington tâche à partir de cet épisode de limiter son pouvoir de nuisance en l'affectant à des commandements secondaires. Le 19 juin 1811, Erskine prend le commandement de quatre régiments de cavalerie dans la nouvelle 2e division de cavalerie du corps de Hill. Il abandonne rapidement son commandement puis le reprend le 8 avril 1812. Il est peu après déclaré fou et cassé de son grade.
Il se suicide à Lisbonne en 1813 en se jetant d'une fenêtre.